# Todoritjene
Todoritjene (bulgariska: Тодоричене) är ett distrikt i Bulgarien.   Det ligger i kommunen Obsjtina Lukovit och regionen Lovetj, i den centrala delen av landet, 90 km nordost om huvudstaden Sofia.
Omgivningarna runt Todoritjene är en mosaik av jordbruksmark och naturlig växtlighet. Runt Todoritjene är det ganska glesbefolkat, med 47 invånare per kvadratkilometer.